# Джессі Лоуренс Фергюсон
Джессі Лоуренс Фергюсон (англ. Jessie Lawrence Ferguson; 8 червня 1941— 26 квітня 2019) — американський актор.

## Біографія
Фергюсон народився 8 червня 1941 року в Бронксі, Нью-Йорк. Він жив там до середини 1950-х років до переїзду в Чикаго. Його перша головна роль була в серіалі «Старскі та Гатч» 1979 року. Фергюсон відомий за ролями в таких фільмах як — «Хлопці з вулиці», «Принц темряви» Джона Карпентера і «Людина темряви» Сема Реймі. Також виконав ролі в «Зоряний шлях: Наступне покоління», «Пригоди Бакару Банзая: Через восьмий вимір», «Всю ніч безперервно» і «Риба, яка врятувала Піттсбург».

## Фільмографія
| Рік  |    | Українська назва                           | Оригінальна назва                                          | Роль                  |
| ---- | -- | ------------------------------------------ | ---------------------------------------------------------- | --------------------- |
| 1979 | ф  | Цибулеве поле                              | The Onion Field                                            | Gamblin'Man           |
| 1979 | ф  | Риба, яка врятувала Піттсбург              | The Fish That Saved Pittsburgh                             | Джейкгаммер Вашингтон |
| 1979 | с  | Старскі та Гатч                            | Starsky and Hutch                                          | Фінгерс               |
| 1980 | с  | Бак Роджерс у двадцять п'ятому столітті    | Buck Rogers in the 25th Century                            | лейтенант Рекофф      |
| 1981 | ф  | Всю ніч безперервно                        | All Night Long                                             | Джейкоб Горовіц       |
| 1981 | с  | Блюз Гілл Стріт                            | Hill Street Blues                                          | жебрак                |
| 1983 | с  | Мисливець Джон                             | Trapper John, M.D.                                         | слюсар                |
| 1983 | ф  | Прощай, жорстокий світ                     | Good-bye Cruel World                                       | Преподобний Майк      |
| 1984 | тф | Амазонки                                   | Amazons                                                    | Бейкер                |
| 1984 | ф  | Пригоди Бакару Банзая: Через восьмий вимір | The Adventures of Buckaroo Banzai Across the 8th Dimension | чорний командир       |
| 1984 | с  | Ремінгтон Стіл                             | Remington Steele                                           | Макс Кронін           |
| 1985 | с  | Сент-Елсвер                                | St. Elsewhere                                              |                       |
| 1985 | с  | Команда А                                  | The A-Team                                                 | Наварро               |
| 1985 | с  | Все ще Бівер                               | Still the Beaver                                           | Доктор Максвелл       |
| 1985 | с  | Санта-Барбара                              | Santa Barbara                                              | М.П. Вілкокс          |
| 1986 | тф |                                            | Long Time Gone                                             | чоловік               |
| 1986 | ф  | Неонові маніяки                            | Neon Maniacs                                               | Карсон                |
| 1986 | ф  | Надприродне                                | The Supernaturals                                          | новобранець 2         |
| 1987 | с  | Літній театр                               | CBS Summer Playhouse                                       | Полковник Нтсандж     |
| 1987 | с  | Зоряний шлях: Наступне покоління           | Star Trek: The Next Generation                             | Лутан                 |
| 1987 | ф  | Принц темряви                              | Prince of Darkness                                         | Калдер                |
| 1988 | ф  | Президіо                                   | The Presidio                                               | пілот                 |
| 1989 | тф | Майк Гаммер: Низка вбивств                 | Mike Hammer: Murder Takes All                              | Джон Макнайс          |
| 1989 | ф  |                                            | The Spring                                                 | Сомолі                |
| 1990 | с  | Закон для всіх                             | Equal Justice                                              | Міністр               |
| 1990 | с  | Поліцейський рок                           | Cop Rock                                                   | Джером Брюстер        |
| 1990 | ф  | Людина темряви                             | Darkman                                                    | Едді Блек             |
| 1991 | ф  | Хлопці з вулиці                            | Boyz n the Hood                                            | офіцер Коффі          |
| 1992 | с  | Болотна тварюка                            | Swamp Thing                                                | Дюшан                 |
| 1992 | ф  | Захищати і служити                         | To Protect and Serve                                       | Беккер                |